# Triodontella demelti
Triodontella demelti är en skalbaggsart som beskrevs av Rudolph Petrovitz 1963. Triodontella demelti ingår i släktet Triodontella och familjen Melolonthidae. Inga underarter finns listade i Catalogue of Life.